# 3C 9
3C 9 è un quasar la cui emissione radio è dominata dai lobi esterni visibile nella costellazione dei Pesci.
Scoperto nel 1965, 3C 9 era l'oggetto più distante in quel momento. Esso fu il primo quasar ad avere un redshift superiore a 2.